# جغرافيا أستراليا
تضم أستراليا مساحات شاسعة لذلك فيها ألوان مختلفة من التضاريس. وتعتبر من أقل القارات ارتفاعا، إذ يبلغ ارتفاعها حوالي 210م عن مستوى سطح البحر. أعلى قمة فيها هي جبل كوسيكو وعلى الرغم من استواء سطح القارة الانه يمكن تقسيمها إلى الاقسام التضاريسه التالية:
1. المرتفعات الشرقية
2. السهول الوسطى
3. الهضبة الغربية

## المرتفعات الشرقية

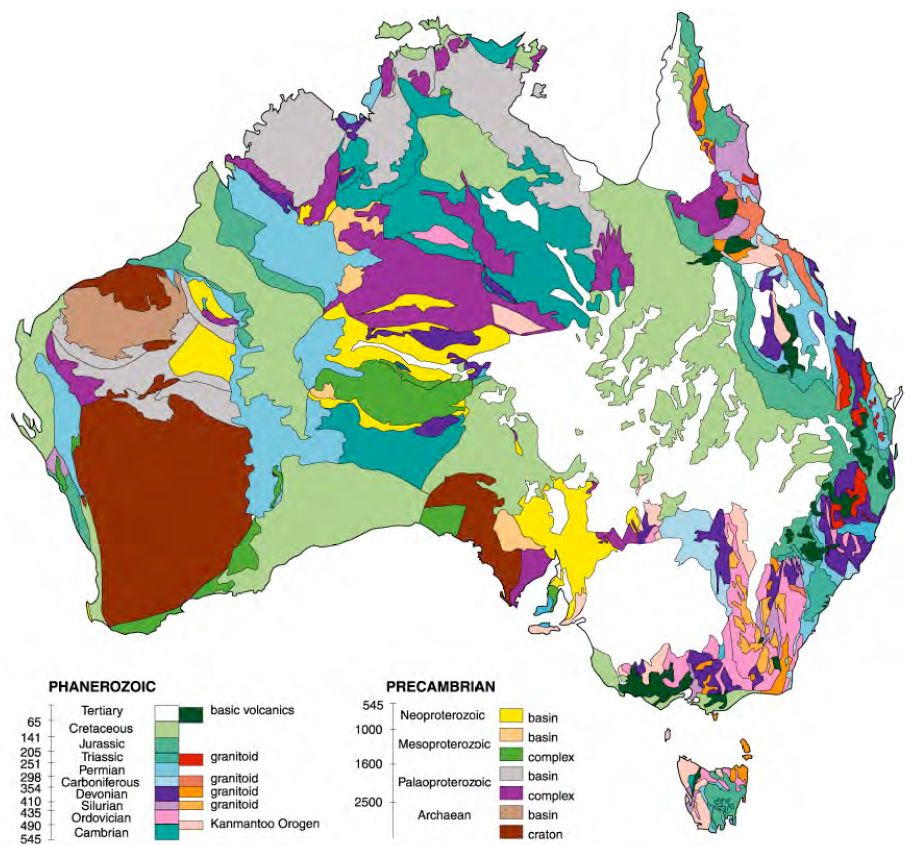
الخارطة الجيولوجية لأستراليا

توجد في شرق قارة أستراليا وتشمل سدس مساحة القارة تمتد من شبه جزيرة رأس يورك في الشمال إلى مضيق باس، حيث تختفى تحت المياه وتظهر مرة أخرى في جزيرة تسمانيا ويكون سطحها أقرب إلى الشكل الهضبي وذات انحدار شديد باتجاة المحيط الهادى جيث تقترب من سواحل كوينزلاند وتبتعد عن خط الساحل في نيو ساوث ويلز، أما إلى الداخل فيغلب عليها طابع التدرج باتجاة السهول الوسطى الأسترالية.
تمتد سلاسل المرتفعات الوسطى من الشمال إلى الجنوب ويحدها من الغرب الاطراف الشرقية الهضبة ويحدها من الشرق الاطراف الغربية للمرتفعات الشرقية تبدو حافاتها على شكل قوس عظيم الامتداد يمتد من راس يورك شمالا وراى ايفرارد جنوبا ثم تنثنى في جنوب شرق فكتوريا ورغم شدة تضرسها الا انها تحتوى على العديد من الفتحات مثل ممر كاسيلس وبحيرة جورج وممر كيلمور وقد اثرت هذة المرتفعات في اختلاف كميه تساقط الأمطار وقله المجاري المائيه
المرتفعات الشرقية عبارة عن مجموعة من الهضاب والتلال والجبال القليله الارتفاع التي توازى الساحل الشرقي والجنوبى الشرقي وتضم بينهما الجبال الزرقاء وجبال الالب الاستراليه رغم ذلك وقفت مدة طويله بسبب حافاتها الحادة في وجهه الاعمار البشرية اما مرتفاعات فكتوريا فتنخفض كلما اتجاهنا غربا وتنقسم إلى قسمين بواسه فجوة كلمور اما مرتفعات تسمانيا فيغلب عليها الطابع الهضبى وعل امتداد الطرف الشرقي والجنوبى لهذة المرتفعات تقوم المدن الساحليه مثل سيدنى وبرسين وعلي المنحدرات الغربية يمتد الهلال الخصيب
تنقسم المرتفعات الشرقية في كوينزلاند إلى قسمين السلاسل الساحليه وهي غير متصله والسلاسل الداخليه لايزيد ارتفاعها عن 3000قدم ويتد الحاجز المرجانى الكبير على 2010كم ويحصر بينه وبين الشاطى مياه ضحله تتناثر فوقها 6000جزيرة وقد أثرت التعرية الشديدة في انبساط سطح القارة وتعتر جزيرة تسمانيا من اوديه الزمن الجليدى وهي تمثل الحدود الجنوبيه لجبال أستراليا وتنحصر السفوح الشرقية للجبال نحو المحيط الهادي.

## السهول الوسطى
تشمل السهول المحصورة بين المرتفعات الشرقية وبين الهضبة الغربية وتشكل ربع مساحة القارة ويغلب عليها صفه الاستواء وقله التضاريس وتخترقها مجموعه من الخاديد التي تشكل عوائق وهي سهول واسعة لايقطعها اى مظاهر جبلية أو هضبية ويمكن تمييز عدد من السهول المختلفة:

### سهول حوض مرى ودرالنك

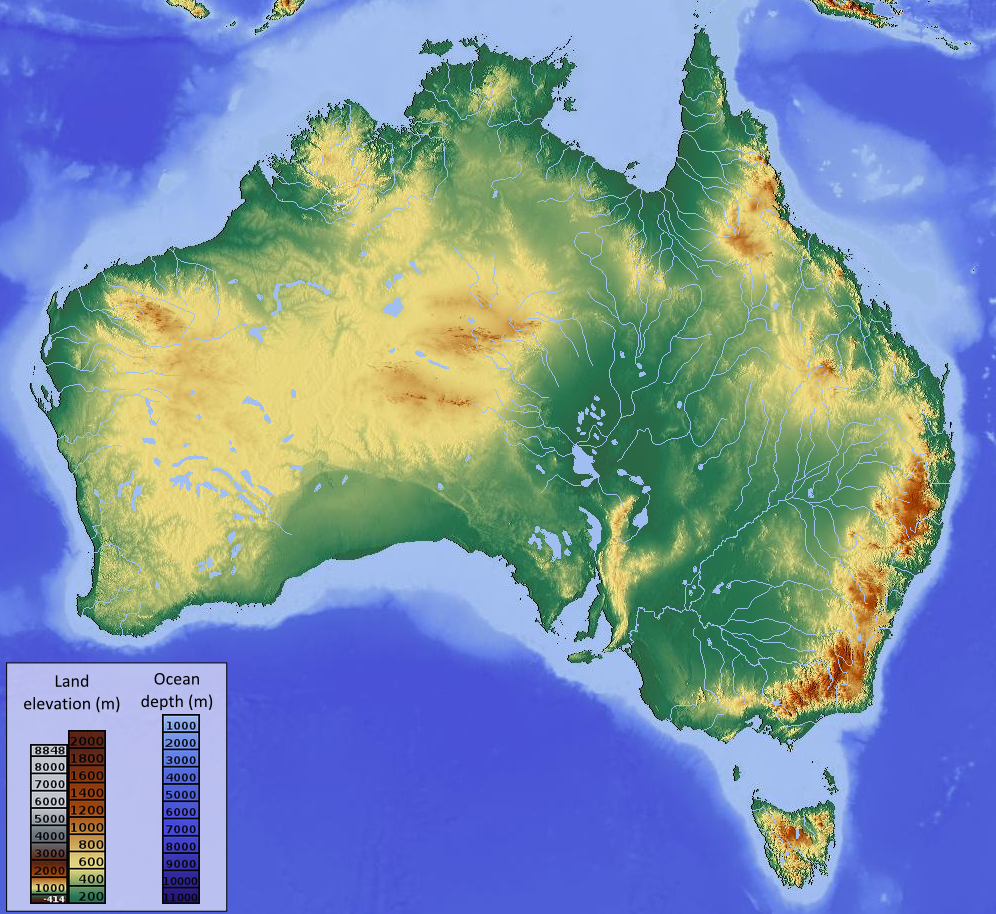
خريطة تظهر الأنهار والبحيرات الكبرى

تتمثل في السهول التي تمتد حول سواحل القارة والسهول النهريه ومن اشهرها سهول موردى ونهر دارلنغ ال>ان يصبان في الخليخ الاسترالى الكبير وتمتد السهول الفيضيه ذات التربة الرماديه الطينيه حول هذين النهرين وعلى الرغم من ان نهر درالنك أطول أنهار أستراليا الا انه لا يمدها الا بالقليل من المياه وهذا يعلل الاعتماد على نهر مرى جيث اراضيه مرتفعه وتتغدى بالثلوج مما جعلها ذات اهميه كبيرة للري.
تنبع الروافد العليا لنهر مرى من سلاسل الالب الاستراليه بينما ينبع درالنغ من مرتفعات ليفربول ويختلف منسوب المياه ف النهرين من فصل إلى اخر فينخفض في فصل الجفاف ويرتفع في فصل الفيضان على جانبى المجرى الاصل وتسمى هذة المنطقة الحوض الارتوازى العظيم الذي يختزن في تكويناته الصخور الرسوبية كميات من المياه الجوفية ومن التكوينات الرسوبية ما هو موجود جنوب كوينزلاند وشمال غرب نيو ساوث ويلز وشمال شرق أستراليا والرواسب التي تكونت في الحوض الادنى لمرى ودرالنغ.

### حوض ميرى دارلنج
يضم أكبر نظام نهري في القارة وهو النهر الذي يحمل نفس الاسم تكونت المنطقة في الزمن الجيولوجي الثالث وهي تكوينات رسوبية حملتها الأنهار من المرتفعات الشرقية وما يدعى باسم سهول غيبر وهي عباره عن بوادي واسعة وتغطيها الحصباء أو تتالف من ارض جرداء وتتناثر فوقها الادغال والعشاب وقد تكبر الحصباء وتعظم حتى تشكل كتل هائله كصخرة ايرز التي يقال عنها النها اعظم حصاة في العالم

### حوض بحيرة أير
أكبر حوض ذو تصريف داخلى في العالم يشغل سطحه السبخات الملحيه ولا تظهر المياه الا في الحزى الجنوبى ويحتل نقطه من القارة الاستراليه 39قدم دون مستوى سطح البحر يوجد به مياه باطنيه غير ان ارتفاع درجه الحرارة وشدة الملوحة جعلها غيلر صالحه الاستخدام البشرى وتستخدم لرى الحشائش وتمثل أهم المجاري النهريه ششبه الجافه التي تصب في الجانب الشمالى الشرقي من البحيرة نهر وربوتون ونهر كوبر كريك في حين أنهار ماكومبا وتيلز أهم الأنهار في الجانب الشمالى الغربى وقد عملت تلك النهار على نقل كميات هائله من الرواسب الفيضية.

### السهول الشمالية المنخفضة حول خليج كاربنتاريا
هي سهول منخفضة واسعة تغطى خليج كاربنتاريا وتسود حوضه ترب فقيرة تغطيها الجداول القصيرة ويحيط بخليج كاربنتاريا سهول واسعة الامتداد لا يزيد ارتفاعها عن 200قدم وتقطع اراضيه هذة السهول المجاري النهريه القصيرة منها مايصب في الجانب الشرقي مثل اشر ومنها ما يصب في الجانب الجنوبي للخليج كنهر وربر وارثر.

### سهول أخدود جنوب أستراليا
تضم الأراضي المستوية التي تقع في قاع جنوب أستراليا، وتشغل خليج سبنسر وتورنس ويفصل بين هذه السهول وحوض مرى دارلنج سلسلة فلندرز الجنوبية

### الوادي المتصدع بجنوب أستراليا
وتضم عدة سهول ذات سطح مستوى تقع في الوادي الذي يشغل خليج سبنسر وبحيرة كورنسل تعمل مرتفعات فلندرز كحاجز يفصلها عن حوض ميرى ودرالنك ويظر اثرها من خلال الطبقات الرسوبية التي تختزن المياه الجوفية التي تسربت في فترة العصور المطيرة أو مياة الأمطار فبحيرة ايرى التي تقع في جنوب أستراليا بسبب الجفاف الذي يدوم فلى اغلب الاحيان تصبح البحيرة عباره عن حوض واسع من الطين الجاف المالح وترتفع فوق أرض المنخفض تلال شاهدة كامله الاستدارة نتيجه التعرية الشديدة التي أصابت الجبال المندثرة

## الهضبة الغربية
تشمل النصف الغربي من القارة وتشغل حوالى ثلثى مساحة القارة وتتكون من صخور قديمه هبطت بفعل عوامل التعرية مما جعل سطحها قريب إلى الانبساط ماعدا بعض القمم التي يتراوح ارتفاعها 4000قدم وتحوى هذة الهضبة معظم صحارى القارة وبحيراتها المالحه وعلى المعان وهي بشكل عام قليله السكان وفي جهات منها تكون خالية تماما من السكان وبها صخور ابارز المشهورة حيث انها كانت جزء من كتله جندوانا القديمة وترجع في تكوينتها إلى ماقبل الكمبرى ولم تتعرض للغمر البحري فيما عدا الاجزاء الشماليه الغربية منها تتصف الهضبة بالتعرج وغطائها بتربه الاتريت خاصه في اجزائها الشماليه اما القسم الأوسط فالتكوينات الحصويه والرمليه هي السائدة اما المرتفاعات فهى نادرة ومتباعدة عن بعضها البعض إذ ان مرتفعات ماكدونال وماسكريف تقطع الهضبة باتجاة غربي شرقي
المنخفضات الوسطى تضم اجود المراعى وتتميز بوجود الحوض الارتوازى العظيم جيث يعثر على المياة في طبقات الأرض العميقه وقد تعرضت إلى الغمر البحري مما أدى إلى تعرض الصخور لعمليات رفع وهبوط وامتلاء المناطق الحوضية بتكوينات الزمن الجيولوجي الثالث.
من المظاهر الأخرى المصاحبة للهضبة الغربية ظاهرة الجفاف، في حين توجد مجاري نهرية دائمة الجريان في الجهات الغربية تتغذى على مياه الأمطار كما هو الحال في نهر وربر ونهر فكتوريا.
تغطي الهضبة تكوينات رملية كما في صحراء جبسون وتكوينات صلبة تتخللها الرمال كما في صحراء فكتوريا وتحتوي الهضبة على الكثير من المعادن مثل الذهب والفضة والرصاص والنحاس والألمونيوم.
ويتنوّع الغطاء النباتي في الهضبة الغربية تبعًا لاختلاف المناخ والتربة. ففي أقسامها الداخلية القاحلة، تسود نباتات مقاومة للجفاف مثل شجيرات الأكاسيا القزمية (Acacia spp.)، وعشب السبينيـفكس (Spinifex)، والنباتات الملحية في التربة الصحراوية المالحة. أما في الجزء الجنوبي الغربي من الهضبة، حيث المناخ أكثر اعتدالًا والتربة أكثر خصوبة، فتظهر نباتات زهرية خشبية مميزة، من أبرزها شجرتا بانكسيا سيسيليس (Banksia sessilis) وبانكسيا بريونوتس (Banksia prionotes)، اللتان تنتميان إلى فصيلة البروتياوية وتتميزان بأزهارهما الزاهية ودورهما البيئي في تغذية الطيور وحفظ التوازن البيئي.